# Nikolaj Vasiljevič Gogol

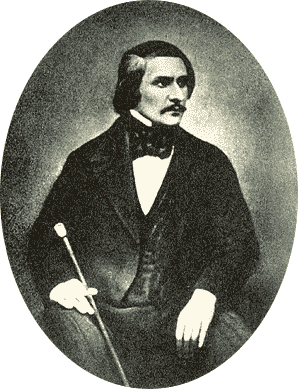
–Sergej Lvovič Levickij: Nikolaj Vasiljevič Gogol, 1849, daguerrotypie

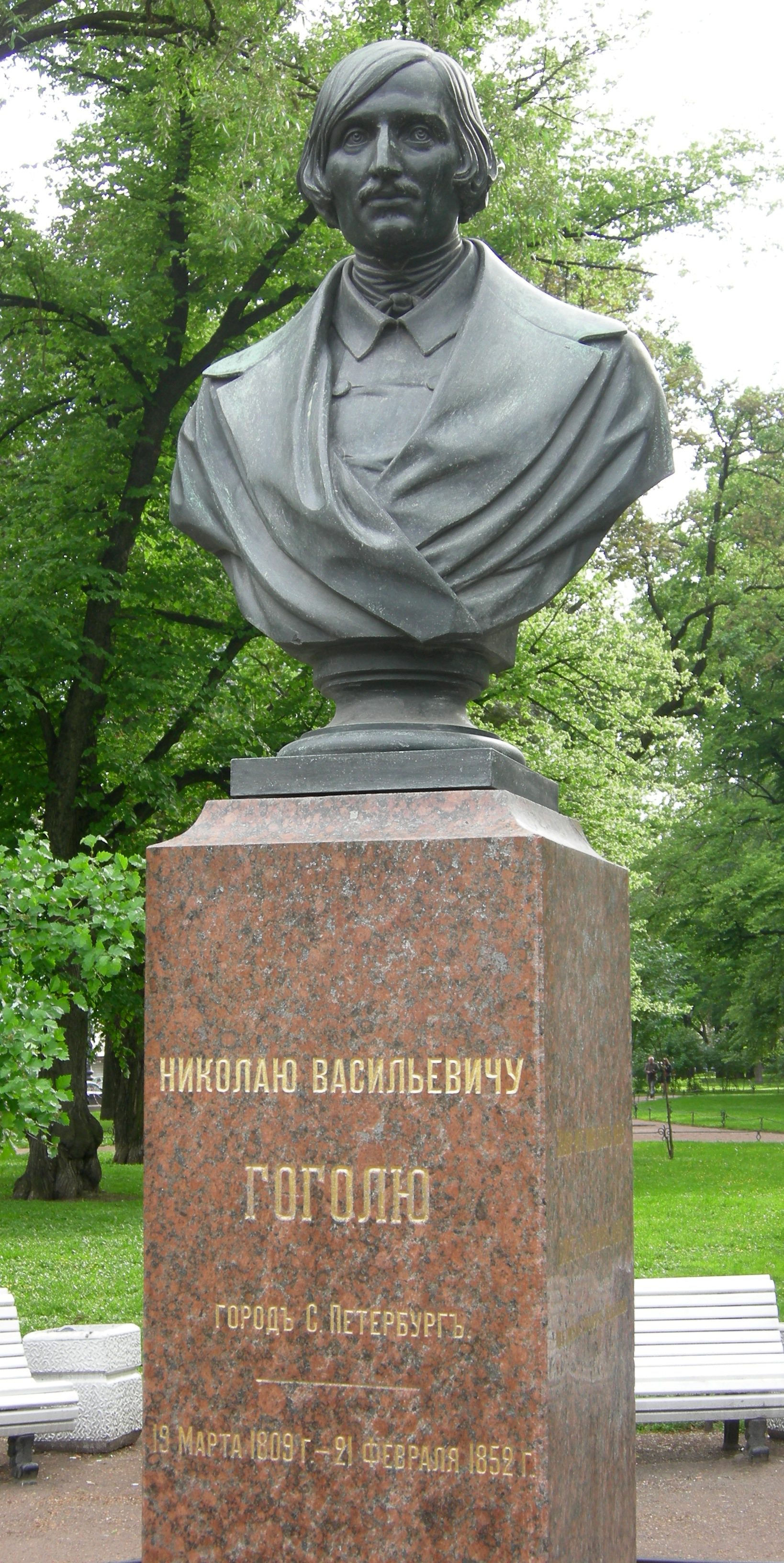
Busta dramatika v Petrohradu

Nikolaj Vasiljevič Gogol (rusky Николай Васильевич Гоголь, ukrajinsky Мико́ла Васи́льович Го́голь) 20. březnajul./ 1. dubna 1809greg., Soročynce, dnes Velyki Soročynci – 21. únorajul./ 4. března 1852greg., Moskva) byl ruský prozaik a dramatik ukrajinského původu. Byl představitelem ruského romantismu s velmi silnými prvky kritického realismu, za jehož zakladatele je v ruské literatuře považován. Uvedl do literatury nové sociální vrstvy prostých lidí: obyčejného mužika a malého úředníka. Jeho nejznámějšími díly jsou dramata Revizor a Ženitba, román Mrtvé duše a povídky Taras Bulba, Plášť a Nos.

## Život
Pocházel z rodiny středních statkářů (Gogolovi měli asi 80 nevolníků). Dětství prožil na rodinném majetku ve vesnici Vasylivka v Poltavské oblasti. Jeho otec Vasilij Panasovič Gogol-Janovskij byl vášnivý milovník divadla, psal verše i komedie. Založil divadlo, v němž malý Gogol hrál – zásadně ženské role. Byl vychován v přesvědčení, že je geniální a zázračné dítě. Podle rodinné legendy pocházel ze starodávné ukrajinské kozácké rodiny a byl potomkem slavného kozáka Ostapa Gogola, který byl koncem 17. století hejtmanem na Ukrajině.
V roce 1818 začal Gogol studovat na poltavské župní škole, po jejím absolvování ho doma vzdělával učitel Hryhorij Soročynskyj. V letech 1821–1828 studoval na gymnáziu v Nižynu, kde hrál ve školním divadle a také režíroval několik představení. Zajímal se o starou ukrajinskou historii, lidové zvyky a sbíral ukrajinské lidové písně, přísloví a rčení. Napsal zde i své první literární pokusy, básně i dramatická díla.
Po absolvování gymnázia odešel koncem roku 1828 do Petrohradu, kde byl přijat do divadla, ale nebyl úspěšný. Materiální nejistota ho donutila vstoupit do služby jako úředník přídělového úřadu. V roce 1829 vydal na vlastní náklady svou výpravnou báseň s názvem Hans Küchelgarten, která se setkala se zdrcující kritikou. Rozhodl se skončit s poezií, ale nadále pokračoval v psaní. V letech 1831–1832 v časopise publikoval své povídky z cyklu Večery na samotě u Dikaňky, v nichž se projevila jeho schopnost realisticky popsat život prostých lidí. Povzbuzen úspěchem pokračoval v psaní dalších povídek a drobných textů, které byly v roce 1835 vydány ve sbírkách Mirgorod a Arabesky. V Petrohradu se seznámil s předními umělci, z nichž největší vliv na něj měl A.S.Puškin, který se stal jeho přítelem a rádcem. 
Jeho přátelům se mezitím podařilo pro Gogola opatřit místo profesora historie na Kyjevské univerzitě, což vyplývalo z jeho hlubokého zájmu o ukrajinskou a ruskou historii. V roce 1832 strávil tři letní měsíce ve Vasylivce. V různých letech pravidelně navštěvoval svá rodná místa. V roce 1835 nastoupil na katedru historie na Petrohradské univerzitě, ale po krátké době pedagogické činnosti definitivně zanechal. Gogol se nikdy nepovznesl nad způsob myšlení takzvaného zdravého rozumu, ani neměl palčivé touhy po hlubším vědění. Spokojil se se vzděláním, kterého se mu dostalo na tehdejším gymnáziu v provincii.
Od roku 1835 se již věnoval výhradně literární tvorbě. Milníkem v jeho kariéře se stala satirická komedie Revizor, která byla uvedena v dubnu 1836 a pochválil ji i samotný car Mikuláš I. Kritický pohled na úřednický aparát a byrokracii ruského státu však Gogolovi přinesl řadu nepřátel a brzy po premiéře hry Gogol odjel na dlouhou dobu do zahraničí.
Léta 1836–1839 strávil většinou v Itálii, zčásti také v Paříži. Od smrti Alexandra Puškina v roce 1837, jíž byl hluboce zasažen, začal Gogol trpět depresemi, které se postupně zhoršovaly. Jejich součástí byl pocit vnitřního rozpolcení s pochybnostmi o smyslu své tvorby. V létě roku 1839 se léčil v Mariánských Lázních a také navštívil Prahu, kde se setkal s Pavlem Josefem Šafaříkem a Václavem Hankou. Během pobytu v zahraničí pracoval na svém románu Mrtvé duše. V roce 1842 se vrátil do Ruska, aby dohlédl na jeho vydání. První díl vyšel v Moskvě pod titulem Čičikovova dobrodružství a ještě téhož roku dokončil divadelní hry Hráči a Ženitba. V lednu 1843 vyšly první čtyři svazky jeho sebraných spisů, v nichž byly i jeho povídky (Plášť, Nos aj.) a divadelní hry. 
Potom pobýval v Německu, Belgii a Francii, trpěl stále se zhoršujícími depresemi, úzkostnými stavy a podléhal mystickým náladám. V letech 1845 a 1846 absolvoval dva léčebné pobyty v Lázních Jeseník. V následujícím roce publikoval Vybraná místa z korespondence s přáteli, knihu, v níž obhajoval pravoslavnou církev, panslavistické ideje, ruské samoděržaví, a dokonce i nevolnictví. U jeho přátel, pokrokových spisovatelů Sergeje Aksakova a Vissariona Bělinského, kniha vyvolala údiv a rozčarování. Ve slavném Dopise Gogolovi, který se na určitou dobu stal manifestem progresivního Ruska, Bělinský Gogola ostře napadá za omyly, které nejsou hodné jeho talentu.
Roku 1848 Gogol podnikl pouť do Jeruzaléma, od níž si marně sliboval mystické probuzení. Po jejím ukončení se vrátil do Ruska, nějakou dobu pobýval v Petrohradě a poté na Ukrajině u své matky. Usilovně pracoval na dokončení Mrtvých duší, které několikrát přepracoval. Poslední měsíce života strávil v Moskvě v domě svého přítele hraběte Alexandra Tolstého.
V této době se spřátelil se starcem (pravoslavným mnichem a duchovním učitelem) Matvejem Konstantinovským, který ho přesvědčil o hříšnosti jeho literární tvorby a probudil v něm strach z věčného zatracení. To mělo za následek vyhrocení Gogolových mystických a asketických nálad a současně i depresí. Je pravděpodobné, že se jednalo o symptomy propukající schizofrenie. V noci 12. února se Gogol psychicky zhroutil, spálil téměř hotový rukopis druhého dílu Mrtvých duší a prohlásil, že celé Mrtvé duše byly omylem, jehož sepsání mu vnukl Ďábel. Gogol odmítal jídlo a po devíti dnech velkého psychického utrpení 4. dubna 1852 zemřel, bylo mu necelých 43 let.
Byl pochován v Danilovském klášteře v Moskvě, ale po jeho zrušení v roce 1931 byly Gogolovy pozůstatky  přemístěny na Novoděvičí hřbitov. 
Na Gogolovu tvorbu navazuje prakticky celá ruská literatura 2. poloviny 19. století. Vysoce hodnoceny jsou jeho povídky, kde plně využil své vypravěčské umění a schopnost spojovat reálné s fantastickým.

## Hodnocení
Dle T. G. Masaryka
| „                                               | Gogolův realismus je umělecky omezený: nedaří se mu žádný větší, složitější dílo, dovede jen reprodukovat, co spatřil; Mrtvé duše ani Revizor nejsou díla umělecká, jsou to jen jednotlivé perly charakteristiky, přířazené k sobě. | “ |
| — Tomáš Garrigue Masaryk. Rusko a Evropa, sv. 3 | |   |

## Díla
- Hans Küchelgarten (1829, Ганs Кюхeльгapтeн), poema, neúspěšná sentimentální idylka napsaná pod pseudonymem V. Alov, jejíž neprodaný náklad Gogol sám skoupil a zničil.
- Večery na samotě u Dikaňky (1831–1832, Вечера на хуторе близ Диканьки), dvoudílný cyklus humorně i strašidelně laděných povídek a pohádek z Ukrajiny.
- Několik slov o Puškinovi (1835, Несколько слов о Пушкине), literárně-kritická studie,
- Arabesky (1835, Арабески), sborník statí a povídek, který obsahuje tři tzv. petrohradské povídky Něvská třída (Невский проспект), Bláznovy zápisky (Записки сумасшедшего) a Podobizna (Портрет).
- Mirgorod (1835, Миргород), sbírka povídek a novel, zamýšlená jako pokračování Večerů na samotě u Dikanky, z nichž nejznámější jsou Taras Bulba a Vij.
- Nos (1836, Нос), povídka zařazovaná do tzv. petrohradských povídek,
- Kočár (1836, Коляска), povídka, která sice k petrohradským povídkám nepatří (její děj se odehrává v provinciálním městečku a zčásti na usedlosti hlavního hrdiny), ale svými základními rysy se k nim blíží, a proto k nim bývá přiřazována.
- Řád sv. Vladimíra třetího stupně (1836–1842, Владимир третьей степени), první Gogolův dramatický pokus, nedokončená komedie, z níž Gogol publikoval úryvky a také samostatné scény ve formě jednoaktovek:
  - Úředníkovo ráno (1836, Утро делового человека),
  - Spor (1836, Тяжба),
  - Podlézavá (1839–1840, Лакейская),
  - Scény ze společenského života (1842, Сцены из светской жизни).
- Revizor (1836, Ревизор), pětiaktová satirická komedie patřící k nejslavnějším dílům světové dramatické literatury.
- Hráči (1842, Игроки), komedie o hře, o vášni ke hře, o podvodu a umění podvodu. Děj se odehrává v atraktivním prostředí falešných karetních hráčů, jejichž filozofie je jednoznačná: „bystrý vtip, jasný rozum a hlavně žádné ohledy.“
- Mrtvé duše (1842–1846, Мертвые души), dvoudílný román s podtitulem poema v próze, satira na carskou byrokracii. Gogol toto dílo několikrát přepracovával, krátce před smrtí spálil část druhého dílu a pravděpodobně i celou poslední verzi.
- Ženitba (1842, Женитьба), satirická komedie o dvou dějstvích, příběh starého mládence, jenž si stále pohrává s myšlenkou na manželství, téměř se skoro žení, ale těsně před svatbou včas uteče oknem, přičemž stárnoucí nevěsta ve snaze nepřijít o žádného z pěti nápadníků tak nakonec přijde o všechny. Podle komedie napsal roku 1952 český skladatel Bohuslav Martinů stejnojmennou operu.
- Petrohradské povídky (1842, Петербургские повести), takto je v různých vydáních označován cyklus povídek vydaných v rámci čtyřsvazkových Gogolových sebraných spisů, který obsahuje již dříve publikované a nově přepracované povídky Něvská třída (Невский проспект), Bláznovy zápisky (Записки сумасшедшего), Podobizna (Портрет) a Nos ( Нос) a definitivní verzi nové povídky Plášť (Шинель), na které Gogol pracoval již od roku 1839.
- Řím (1842, Рим), fragment nedokončeného románu vydaný v rámci čtyřsvazkových Gogolových sebraných spisů.
- Na odchodu z divadla (1842, Театральный разъезд), jednoaktovka, ve které Gogol líčí dojmy po představení Revizora na různé společenské vrstvy a která obsahuje jeho myšlenky o významu divadla a umělecké pravdy.
- Vybraná místa z korespondence s přáteli (1847, Выбранные места из переписки с друзьями), publicistická práce, která svědčí o tom, že v posledním letech svého života se Gogol výrazně rozcházel s pokrokovými proudy v Rusku.
- Rozjímání o božské liturgii (1847, Размышления о Божественной Литургии), dílo, ve kterém Gogol svou osobitou formou zpřístupňuje mystérium východní liturgie, česky též jako Rozjímání o mši svaté.

## Rozhlasové adaptace
- Vij – Volně na motivy stejnojmenné povídky, která je originálním zpracováním lidové pověsti o králi duchů, v překladu Jana Reye napsal Ivan Hejna, hudba Petr Mandel, dramaturgie Eva Košlerová, režie Karel Weinlich. Hrají: Ivan Trojan, Ivan Gübel, Hana Doulová-Krobotová, Yvetta Blanarovičová, Petr Pelzer, Jaroslav Kepka, Jiří Schwarz, Jiří Holý, Antonín Hardt, Jarmila Kasalá, Karel Weinlich a Lenka Vintrová. Natočeno v roce 1995.[14]
- Hráči –  komedie. Rozhlasová úprava a dramaturgie: Martin Velíšek, překlad Leoš Suchařípa, hudba Tomáš Pergl, režie Vladimír Gromov. Hrají: Ivan Trojan, Miroslav Táborský, Lukáš Hlavica, Svatopluk Skopal, David Novotný, Vladimír Javorský a další. Natočeno v roce 2007. [15]
- Revizor – satirická komedie. Rozhlasová úprava Kristián Suda, dramaturgie Jaroslava Strejčková, překlad Bohumil Mathesius, hudba Josef Pech, režie Jiří Horčička. Hrají: Václav Postránecký, Martin Růžek, Jarmila Krulišová, Růžena Merunková, Václav Vydra, Čestmír Řanda, Zdeněk Dítě a další. Natočeno v roce 1972.[16]
- Ženitba - komedie. Osoby a obsazení: Agáta, obchodníkova dcera, nevěsta (Iva Janžurová), Arina, její teta (Jiřina Jirásková), Tekla, dohazovačka (Dana Medřická), Podkolatov, vládní rada (Jiří Hálek), Kočkarev, jeho přítel (Jiří Sovák), Nenažraný, přednosta hospodářsko-správního odboru (Soběslav Sejk), Onučkin, bývalý důstojník pěchoty (Jaroslav Kepka), Žvanikin, bývalý námořní poručík (Lubomír Lipský).  Natočeno v roce 1982

#### Online díla
- GOGOL, Nikolaj Vasiljevič. Revizor, aneb: "Nehněvej se na zrcadlo, máš-li křivou hubu". Překlad Josef Mikuláš Boleslavský. Praha: Mikuláš a Knapp, 1867. Dostupné online.
- GOGOL, Nikolaj Vasiljevič. Rozjímání o mši svaté. Stará Říše na Moravě: Dobré Dílo, 1936. Dostupné online.
- GOGOL, Nikolaj Vasiljevič. Gogol mládeži : výbor z děl. Překlad František Serafínský Procházka. Praha: J.R. Vilímek, 1921. 255 s. Dostupné online.
- GOGOL, Nikolaj Vasiljevič. Taras Bulba: obraz starého Kozáctwa na Ukrajině. Překlad Karel Vladislav Zap. Praha: Jaroslav Pospíšil, 1846. 202 s. Dostupné online.